# Арлингтон Хајтс (Охајо)
Арлингтон Хајтс (енгл. Arlington Heights) град је у америчкој савезној држави Охајо.

## Демографија
По попису из 2010. године број становника је 745, што је 154 (-17,1%) становника мање него 2000. године.
| Група             | 2000.       | 2010.       |
| Белци             | 826 (91,9%) | 597 (80,1%) |
| Афроамериканци    | 34 (3,8%)   | 110 (14,8%) |
| Азијати           | 0 (0,0%)    | 3 (0,4%)    |
| Хиспаноамериканци | 6 (0,7%)    | 7 (0,9%)    |
| Укупно            | 899         | 745         |